# Balia

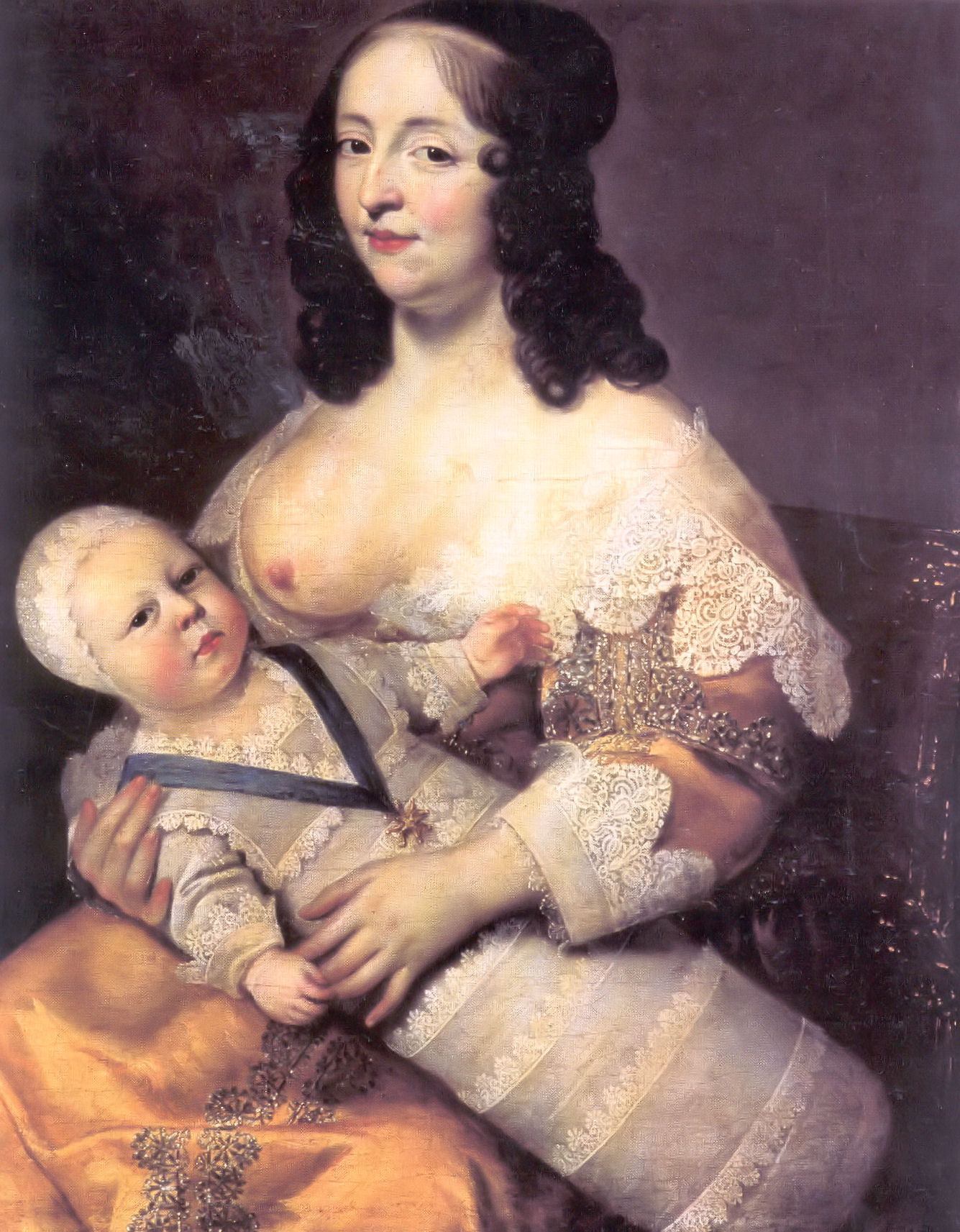
Luigi XIV raffigurato con la sua balia Longuet de la Giraudière in un quadro dell'artista Charles Beaubrun

La balia (o nutrice) è una donna cui è stato affidato, spesso dietro compenso, l'incarico di accudire un neonato provvedendo anche al suo allattamento. La locuzione balia asciutta è invece utilizzata per definire chi accudisce uno o più neonati senza allattarli. Dal XXI secolo in poi questa pratica è divenuta sempre più obsoleta in tutto il mondo.
Per estensione in etologia viene definita "balia" una femmina di qualunque specie che si occupa dell'allattamento di prole non naturalmente propria.

## Etimologia
Il termine italiano "bàlia", da non confondere con il sostantivo "balìa", deriva dal latino baiŭla, che significa letteralmente «portatrice».

## Storia
In tutte le culture mondiali la balia ha sempre esercitato un ruolo fondamentale e molto rispettato nella società: infatti, era un vero e proprio lavoro ben retribuito. Quando la balia veniva assunta in una famiglia, specialmente tra le più abbienti, ella era proprio accolta in casa, dove abitava, le veniva offerto vitto e alloggio e, soprattutto, un corredo di bende, cuffiette, pannolini e altri oggetti atti alla cura del bambino.

### Mitologia
Già nella Bibbia è narrata la fittizia storia di una nutrice di nome Debora: ella era infermiera di Rebecca, moglie di Isacco e madre di Giacobbe ed Esaù, e sembra che visse come vero e proprio membro della famiglia per tutta la vita [Genesi 35:8].
I commenti midrashici sulla Torah riferiscono notizie anche della famosa sovrana egiziana Bithia, colei che adottò e allevò Mosè, anche se alcuni testi sottolineino che ella avrebbe affidato il compito dell'allattamento alla madre biologica del bambino [Esodo 2:6–9].
Nella mitologia greca è presente la famosa figura di Euriclea, nutrice di Ulisse, da lui molto amata. Anche nella mitologia romana viene citata Caieta, nutrice di Enea.
Oppure, nella mitologia hawaiana, Nuakea è una dea protettrice dell'allattamento, tanto che, ancora oggi, in lingua hawaiana "nutrice" si dice proprio "nuakea".

### Antichità
Nell'Antica Roma, è riportato dalle fonti storiche che le famiglie benestanti usufruirono della pratica della balia (in latino baiula o nutrix), scelta generalmente tra le loro schiave o liberte, ma ci è giunta notizia anche di alcune donne romane che ricoprivano il ruolo di balie come professione, e il corpus di diritto romano Digesto fa addirittura riferimento a una controversia salariale per i servizi di balia (nutricia), la quale, per legge, doveva essere sempre per retribuita e accolta dalla famiglia.
Il ginecologo greco di epoca romana Sorano di Efeso offrì dettagliati consigli per le balie su come esercitare il proprio lavoro in salute.
Ci è giunta addirittura notizia di un nutritor lactaneus, un "lattaio" maschio che presumibilmente utilizzava dei biberon per nutrire i piccoli. I Romani avevano una predilezione in particolare per le nutrici originarie della Grecia, poiché credevano che un neonato con una nutrix greca avrebbe potuto meglio assorbire la lingua e crescere riuscendo a padroneggiare un bilinguismo, parlando il greco fluentemente quanto il latino.
L'importanza della balia per la cultura dell'antica Roma è indicata dal mito fondatore di Romolo e Remo, abbandonati da bambini ma allattati dalla lupa (più presumibilmente una prostituta), come raffigurato nella famosa scultura in bronzo della Lupa capitolina.

### Medioevo
In Italia, dal Medioevo fino all'inizio del Novecento, l’esercizio della professione di balia era detto "baliatico". La famosa espressione "spilla da balia" deve la sua origine proprio dall'utilizzo che ne faceva la balia, appunto, per chiudere i pannolini dei neonati che accudiva.
In Europa, con il dominio della Chiesa, nonostante il ricorso alla balia fosse un fenomeno comunissimo in tutto il continente, esso veniva costantemente condannato dai preti.

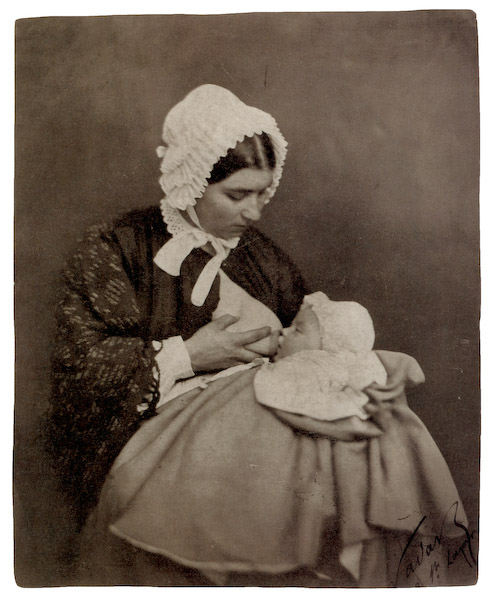
Foto datata al 1856 di una balia di Londra, intenta ad allattare una neonata

### Regno Unito
L'allattamento al seno era una pratica comune nel Regno Unito, specialmente in epoca vittoriana, quando le donne della classe operaia spesso si offrivano a lavorare come balie per le donne della borghesia, spesso per sfuggire ai lavori più pesanti, pericolosi e meno retribuiti nelle fabbriche.
Prendersi cura dei bambini era un lavoro ben pagato, rispettabile e popolare per molte donne della classe operaia. Addirittura, nel XVIII secolo, è stato stimato che una donna spesso guadagnava più denaro come balia di quanto un uomo medio guadagnasse come operaio. Fino all'Ottocento, la maggior parte dei bambini allattati venivano inviati temporaneamente lontano dalle famiglie d'origine a vivere con la nuova persona che li accudiva fino ai primi tre anni di vita. Tuttavia, data l'elevatissima mortalità infantile presente in Età Vittoriana, circa l'80% dei bambini allattati in questo modo morivano durante l'infanzia. 
La balia in quest'epoca era molto probabilmente una donna sola che in precedenza aveva dato alla luce uno o più figli illegittimi.  A quel tempo c'erano due tipi di balie: quelle in assistenza ai poveri, che lottavano per provvedere sufficientemente a se stesse o alle loro spese, e le professioniste, che erano ben pagate e rispettate.

### Francia
L'allattamento al seno divenne un fenomeno diffuso e segnalato dalle fonti in Francia specialmente al tempo di Luigi XIV (il quale venne allevato lui stesso da una balia), a metà del XVII secolo. Addirittura, nel XVIII secolo, circa il 90% dei bambini francesi delle più agiate veniva allattato e spesso mandato a vivere con le balie; allo stesso mondo, a Parigi, solo 1.000 dei 21.000 bambini nati in città nel 1780 furono allattati dalle proprie madri. L'elevata domanda di balie coincise con i bassi salari e gli alti prezzi degli affitti di quest'epoca, fatti che costrinsero molte donne a lavorare subito dopo il parto. Con l'elevata domanda di nutrici e infermiere, il prezzo per assumerne una aumentò man mano che lo standard di cura diminuì: tuttavia, ciò portò a molteplici casi di morti infantili.
Nel 1769 a Parigi venne creato l'"Ufficio delle balie", con due scopi principali: fornire balie ai genitori più in difficoltà e che lo desideravano, e contribuire a ridurre l'abbandono dei bambini controllando i pagamenti mensili degli stipendi.
Nel 1874, il governo francese introdusse una legge intitolata alla nota balia Théophile Roussel, che implicava che ogni bambino affidato a un tutore retribuito fuori dalla casa dei genitori fosse registrato presso lo Stato in modo che il governo francese fosse in grado di monitorare quanti bambini erano affidati alle balie e quanti bambini allattati successivamente morivano.

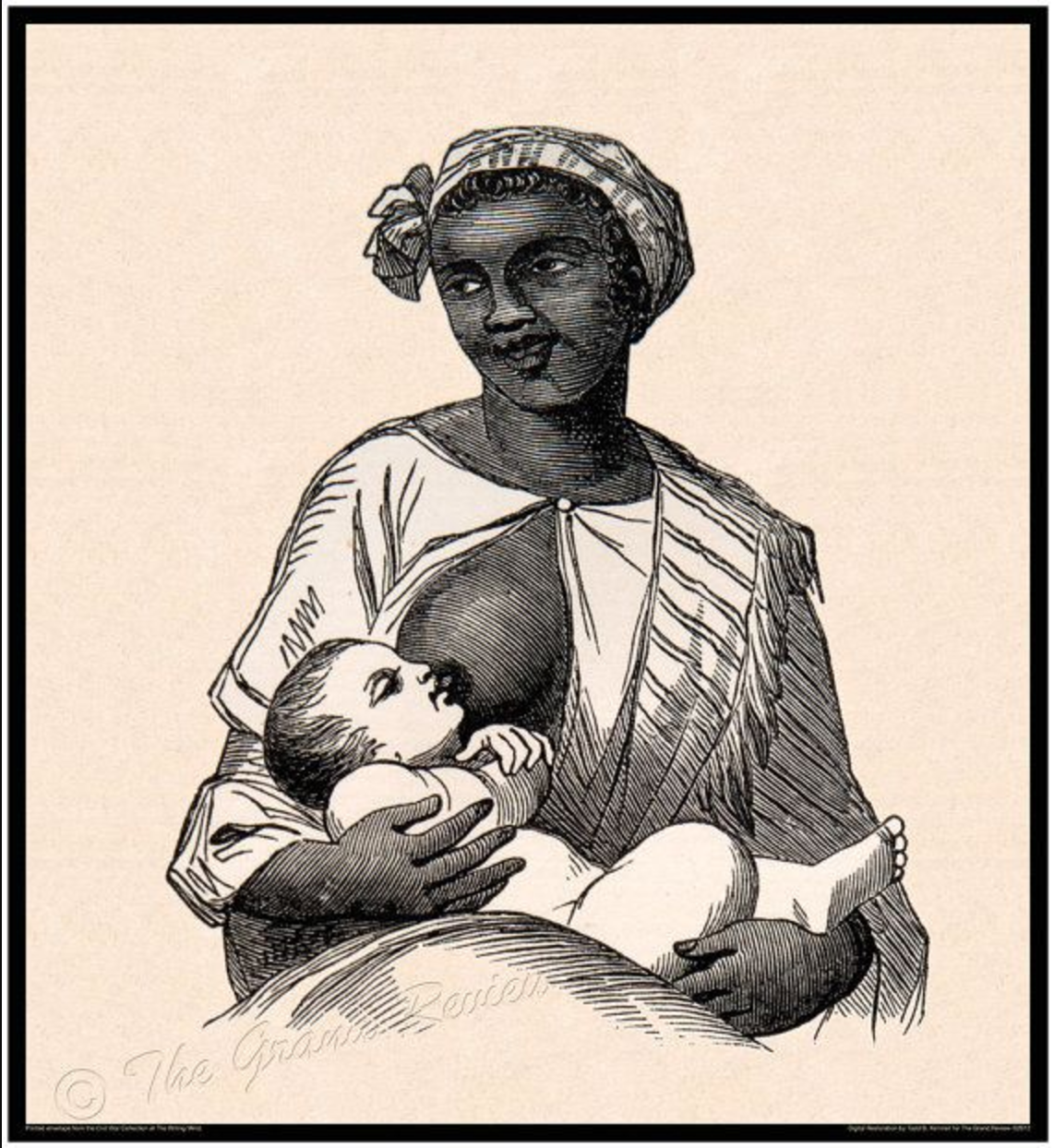
Schiava nera che fa da balia a un neonato figlio del padrone

### Stati Uniti
I coloni inglesi, ovviamente, portarono la pratica della balia anche nel Nord America, ma questo ebbe l'effetto di aumentare il tasso di mortalità tra i bambini allevati.
Anche la cura dei bambini, diversa dall'allattamento al seno, era comunemente un lavoro aggiuntivo svolto dalla  balia oltre all'allevamento dei bambini e alla cura degli asili nido. Le infermiere impiegate venivano generalmente pagate con salari bassi e lavoravano per lunghe ore. Qui nacque anche lo stereotipo della balia come una donna generalmente povera, proveniente dalle zone rurali, che offriva i suoi servizi a pagamento.
Negli Stati Uniti si sviluppò anche l'utilizzo di annunci sui giornali, per trovare una balia da assumere.
Ancora prima della guerra civile, soprattutto negli Stati Uniti del Sud, era pratica comune, tra i ricchi proprietari terrieri bianchi, costringere le donne nere ridotte schiave a fare da balie ai loro figli. Spesso, perciò, il bambino nero schiavo e il bambino bianco figlio del padrone crescevano insieme nella loro giovinezza. A volte, addirittura, entrambi i bambini erano figli dello stesso uomo, il proprietario della schiava; Immagini come quella esposta rappresentano sia una pratica storicamente accurata di donne schiave che allattarono anche per tutta la vita, contro la propria volontà, i figli bianchi del loro proprietario, sia spesso uno stereotipo del personaggio della "mammy", la "mammina" nera.

## Scelta e compiti della balia
Fino agli inizi del Novecento era abitudine nelle famiglie più ricche affidare il neonato ad un'altra puerpera, scelta spesso tra il personale di servizio, tra i propri lavoranti o contadini oppure tra i loro familiari affinché provvedesse all'allattamento del bambino. La balia doveva essere robusta (affinché riuscisse a nutrire sia il proprio neonato sia quello ad ella affidato) e in buona salute (per evitare la trasmissione di malattie), nonché ovviamente giovane e in forze.

## Motivazioni per l'impiego della balia
La decisione di affidare la cura e, molto spesso, l'allattamento del bambino a una balia veniva per lo più presa da donne appartenenti a classi sociali benestanti ed agiate; poteva però anche scaturire da esigenze più concrete, per esempio: il decesso della madre per cause inerenti al parto; la mancanza di latte; a causa di malattie che impedivano alla madre di prendersi cura del neonato.

## Implicazioni relazionali e affettive
Spesso si venivano a creare forti legami affettivi tra l'infante, la balia e il figlio naturale di quest'ultima, definito "fratello di latte". I forti rapporti tra i due spesso rimanevano inalterati nel tempo. La duchessa Beatrice d'Este, ad esempio, fu più affezionata alla propria balia che non alla madre naturale, e volle averla accanto per tutta la vita.
Le balie, per qualifica e remunerazione, erano vari gradini sopra alle 'serve' e di frequente rimanevano accanto ai bambini loro affidati. È così che sino a tutta la prima metà del '900, le giovani donne che avevano partorito da poco spesso lasciavano i propri figli a casa, affidati alla cura di altre donne, per offrire il proprio latte ai figli dei signori di città.
Nella cultura greca, ad esempio, si trovano numerosi riferimenti, anche nelle iscrizioni funerarie, allo stretto rapporto che si instaurava tra nutrice e il suo "alumnus". Nel diritto islamico la parentela di latte è parificata con quella di sangue, creando tra l'altro una compiuta vocazione ereditaria fra fratelli di latte.
Anche il grande regista italiano Luchino Visconti per i primi mesi della sua vita venne allevato da una balia, di nome Maria Canova, che lui avrebbe ricordato e chiamato con affetto "mamma".

## Evoluzioni
La pratica di affidare a balie il compito di provvedere all'allattamento e la cura degli infanti è stata via via superata per l'affermarsi dell'utilizzo del latte artificiale.